# Staldenried
Staldenried est une commune suisse du canton du Valais, située dans le district de Viège.